# Мадейра (річка)
Маде́йра, Хатун Сачамаю (порт. Rio Madeira; кечуа Hatun Sach'amayu) — річка в Південній Америці, найбільша права притока Амазонки.

## Течія
Утворюється від злиття двох річок — правої Маморе та лівої Бені, які починаються зі східних схилів Андів. У верхній течії обтікає Бразильське плоскогір'я, утворюючи пороги та водоспади. Біля міста Порту-Велью (Бразилія) входить в межі Амазонської низовини і до гирла має спокійний характер течії. В нижній течії від Мадейри відділяється вправо рукав Кануман (400 км), який самостійно впадає до Амазонки. При цьому утворюється острів Тупінамбаранас.

## Основні характеристики
Довжина річки становить 1 350 км (з Маморе — 3 380 км).
Площа басейну 1 420 000 км².
Середні витрати води становлять 30,5 тис. м³/с.
У гирлі, Мадейра — має середній стік води — 536 км³/рік, що становить приблизно 7,5% стоку Амазонки (для порівняння — це у 10 разів більше стоку Дніпра). Це робить Мадейру одною з найбільш повноводних річок світу. Середній внесок Болівійських Андів становить 132 км³/рік, або близько 25% повного стоку Мадейри. Живлення дощове. Межень в період з червня по листопад, паводки — навесні.

## Фауна
Систему річки Мадейра населяє окремий підвид амазонського річкового дельфіна Бото.

## Використання
Протягом сезону дощів рівень води у річці піднімається більш ніж 15 м, так що океанські судна можуть підніматися до міста Порту-Велью, на відстань 1 070 км від гирла. Протягом сухих місяців річка судноплавна на тій самій відстані тільки для човнів з осадкою до 2 м. Порожиста ділянка у верхів'ї перериває наскрізне судноплавство. В обхід збудовано залізницю Мадейра-Маморе довжиною 365 км, яка з'єднує міста Порту-Велью та Гуажара-Мірін.
У липні 2007 року бразильським урядом був схвалений план будівництва двох гідроелектричних станцій на Мадейрі, що викликало гарячі протести багатьох природоохоронних груп.